# カール・アンド・ザ・パッションズ - ソー・タフ
『カール・アンド・ザ・パッションズ - ソー・タフ』 (Carl And The Passions - "So Tough") は、1972年にリリースされたザ・ビーチ・ボーイズのアルバム。リリース当初は『ペット・サウンズ』との2枚組で発売された（権利上ビーチ・ボーイズは『ペット・サウンズ』以降のキャピトル時代のタイトルが販売できた）。本作はブルース・ジョンストンの脱退と新メンバー2人の加入という推移の時期に製作され、2枚組にされた彼らの古典的名作の前に色あせた作品と見られ、ファンの失望を引き起こした。アルバム・タイトルは、彼らがビーチ・ボーイズに改名する前に名乗っていたバンド名の一つであった。
1971年にはカールがバンドの新しいリーダーと見なされていた。彼はドラムスにリッキー・ファター、シンガーのブロンディ・チャップリンを加入させ、ファンキー路線を目指すこととした。アルバムのセッションが始まると間もなく、ブルース・ジョンストンはマネージャーのジャック・ライリーと対立し、バンドを脱退することとなった。

## 曲目
Side 1
1. ユー・ニード・ア・メス・オブ・ヘルプ・トゥ・スタンド・アローン - You Need A Mess Of Help To Stand Alone (Brian Wilson/Jack Rieley) 3:27
2. ヒア・シー・カムズ - Here She Comes (Ricky Fataar/ Blondie Chaplin) 5:10
3. ヒー・カム・ダウン - He Come Down (Brian Wilson/ Al Jardine/ Mike Love) 4:41
4. マーセラ - Marcella (Brian Wilson/Tandyn Almer/Jack Rieley) 3:54

Side 2
1. ホールド・オン・ディア・ブラザー - Hold On Dear Brother (Ricky Fataar/Blondie Chaplin) 4:43
2. メイク・イット・グッド - Make It Good (Dennis Wilson/Daryl Dragon) 2:36
3. オール・ディズ・イズ・ザット - All This Is That (Alan Jardine/Carl Wilson/Mike Love) 4:00
4. カドル・アップ - Cuddle Up (Dennis Wilson/Daryl Dragon) 5:30